# 아우토반 67호선
아우토반 67호선(Bundesautobahn 67, BAB 67, A 67)은 라운하임에서 피른하임까지 이르는 아우토반으로, 총 연장 58km의 거리로 구성되어 있다. 주요 경유지상 관통되어 있는 주는 헤센주 뿐이다. 기점에서는 아우토반 3호선과 만나고 종점에서는 아우토반 6호선과도 연결된다. 중간 경유 도시는 뤼셀스하임암마인 등 2개의 도시를 경유하는 것으로 보인다.

## 접촉하는 도로
- 아우토반 3호선
- 아우토반 5호선
- 아우토반 6호선
- 아우토반 60호선
- 아우토반 672호선